# Escuela de Armería
La Escuela de Armería o Armeria Eskola es un centro público de formación profesional de la ciudad guipuzcoana de Éibar en el País Vasco, España. Fue la primera escuela profesional española en la que el aprendizaje de una profesión se acompañaba con enseñanzas teóricas y técnicas. Se tomó como referencia la  “École d’Armerie” de Lieja (Bélgica).
La Escuela de Armería fue muy importante para el desarrollo industrial de la ciudad de Éibar y su zona de influencia, formando a la mayoría de los empresarios y obreros cualificados que dinamizaron el desarrollo industrial en las décadas de 1950 y 1960. Su prestigio traspasó los límites locales llegando a todo el estado español, convirtiendo a Éibar en la meca de los centros de Mecánica de Precisión y Armería de toda España.
El 6 de enero de 1912 se inauguró el primer curso de esta singular escuela que fue pionera de las escuelas profesional en España. La importancia que la Escuela de Armería ha tenido en la economía y en la industria rebasa el ámbito de la comarca del bajo Deva y es fundamental para entender el desarrollo industrial de Éibar. En el centenario del centro se informó que habían pasado por sus aulas unos 16.000 alumnos y 500 profesores.

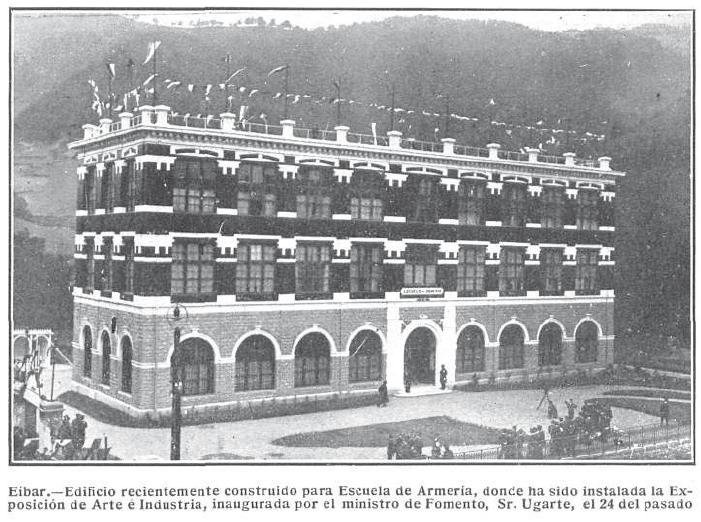
Escuela de Armería en 1914.

## Historia
El 24 de enero de 1910 se planteó en el ayuntamiento de Éibar la necesidad de la creación de una escuela donde se debía de unir la práctica y la teórica de los diferentes trabajos y especialidades de la industria eibarresa. Por aquel entonces era normal el ingreso como aprendices de los chavales en las fábricas donde permanecían hasta tres años sin cobrar aprendiendo el oficio. Desde el ayuntamiento eibarrés se realizaron diferentes gestiones para conseguir la financiación de una escuela profesional en la especialidad de armería. El 4 de febrero de ese año, los fabricantes de armas José Ramón Iriondo y Miguel Anitua se entrevistan con el ministro de fomento  Fermín Calbetón para recabar apoyo para la fundación de la escuela.
En busca de un modelo concreto que aunará la teoría y la práctica, Pedro Goenaga visitó varias escuelas de oficios españolas y europeas como la escuela de Artes y oficios de Barcelona o el centro de la fábrica de maquinaria Loeme. El 7 de junio de 1911, con motivo de un congreso de bancos de pruebas en Lieja visita la escuela “École d’Armerie” en donde encuentra lo que andaba buscando. Recoge la información oportuna y con el apoyo del entonces ministro de fomento Fermín Calbetón se comienza a realizar las gestiones pertinentes para la construcción de la escuela.
El 23 de julio de 1911 la cuadrilla "Eskuadra Zarra", integrada por empresarios y  fabricantes de armas, invita a comer en la fonda de Olarreaga al Fermín Calbetón y esa comida se da el impulso definitivo al proyecto. Calbetón en su discurso dijo 

Algo importante empieza a desarrollarse en estos momentos para Éibar. El nombre de Eibar es conocido en el mundo entero por la industria, porque el obrero eibarrés, a fuerza de hábito, hace cuanto hace el extranjero y lo supera en muchas cosas. Y cuanto esta Escuela de Armería sea un hecho y el aprendizaje manual se una al científico, entonces dará un gran paso en su industria.

El 1 de junio de 1912 en sesión solemne, en un pleno presidido por Nemesio Astaburuaga,  el Ayuntamiento de Éibar aprueba la moción que Pedro Goenaga presenta pidiendo "la implantación de una Escuela de armería, Dibujo, Artes y Oficios, exposición permanente de los productos de la villa, museo de armas (Museo de la Industria Armera de Éibar) y sección de modelos de armas de fabricación extranjera no explotadas". Dicha moción fue aprobada por unanimidad y fue respaldada, con entusiasmo, por todo el pueblo de Éibar. 
Fermín Calbetón realiza gestiones para la recaudación de fondos. En sesión extraordinaria del ayuntamiento, el 1 de octubre de 1912 se aprueban los Estatutos y Reglamento y se determina su futura construcción. La escuela sería propiedad municipal y de carácter netamente popular. En su junta de gobierno figuran todos los concejales así como representantes del Banco de Pruebas de armas y de diversas empresas importantes de la localidad. En el Comité Ejecutivo figuran cuatro representantes del ayuntamiento, dos por los patronos y uno por los obreros.
El 6 de enero de 1913 se inaugura el primer curso a la vez que se pone la primera piedra de su definitiva ubicación. El primer director del centro fue José Carnicero, aún de forma provisional, y Julián Echeverría sería el que inauguraría oficialmente la escuela el 24 de junio de 1914 por el ministro de Fomento Francisco Javier Ugarte Pagés. Bajo su dirección la Escuela de Armería no solamente fue la primera de España, sino también la única durante muchos años que supo juntar en los programas de estudio de Ajuste y Precisión Mecánica la teoría y la práctica, haciendo que Éibar fuera la meca de los centros de Mecánica de Precisión y Armería de toda España sin que tuviera nada que envidiar a los extranjeros.

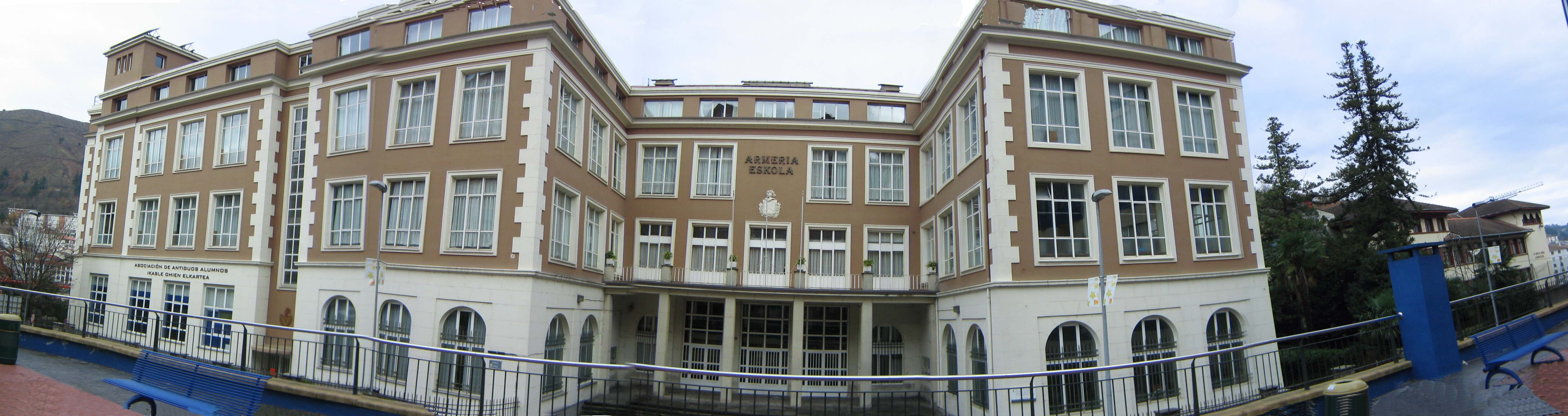
Fachada principal de la Escuela de Armería.

### De 1913 a 1950
El primer período, el que va desde la inauguración a la Guerra Civil se caracteriza por un crecimiento constante de las instalaciones del centro así como por el número de alumnos.
En 1925 tenía un plan de estudios de 3 cursos. Al año siguiente, 1926, debe adaptarse a la nueva organización que el estado realiza de las escuelas de enseñanzas industriales, estableciéndose los títulos de Oficialía Industrial y Maestría Industrial.
En abril de 1937 las tropas insurrectas contra el gobierno de la República toman Éibar y la escuela se encuentra en plena ruina (Éibar había permanecido en la línea del frente desde septiembre de 1936). En octubre de 1938 se vuelve a abrir la escuela bajo el mando del director Cándido Astaburuaga. Poco a poco la normalidad se va imponiendo y a finales de los años 1940 se plantea la necesidad de ampliación de instalaciones debido al gran número de solicitudes de alumnos. En 1948 se aprueba el proyecto de ampliación y las obras empiezan en 1950. El 1 de diciembre de 1950 se crea la Asociación de Antiguos Alumnos.

### De 1950 a la actualidad
El 10 de mayo de 1950 se acuerda, en sesión conjunta del Patronato de la Escuela y del Ayuntamiento de Éibar, la cesión de la misma al Ministerio de Educación Nacional por el precio simbólico de un millón de pesetas. El ministerio se compromete a realizar las obras de ampliación que se ejecutan en los años siguientes.
Las obras se inaugurarían diez años después, en 1960, siendo director José Ormaechea. Ormaechea impulsaría con una tenacidad y seguridad tal su idea de la escuela que esta creció y se desarrolló ostensiblemente bajo su mandato. A él se debió la implantación de las especialidades de electricidad, electrónica, delineación y micromecánica, esta última con la colaboración de la escuela de micromecánica de Neuchâtel (Suiza). La implantación de la especialidad de micromecánica fue muy complicada ya que se trataba de una disciplina nueva en toda España. Se realizaron gestiones a nivel de Gobierno y por fin en 1972 se pudieron inaugurar las instalaciones de esta especialidad.
El desarrollo y modernización del centro ha sido constante en todos los aspectos, en 1975 se inicia la especialidad de Ayudante de Laboratorio y en 1978 se crea la especialidad de Control de Calidad. Sus talleres y laboratorios han funcionado como centro de investigación y desarrollo para las empresas de la zona y en 1980, en colaboración de la Asociación de Antiguos Alumnos, se funda la sociedad de investigación Tekniker que se ha convertido en uno de los más importantes centros de investigación del País Vasco.
En 1975 se proyecta la ampliación de las instalaciones con un nuevo edificio destinado a la Formación Profesional de primer grado. El nuevo edificio se edificaría en el solar del antiguo Convento de la Concepción bajo el proyecto del arquitecto Lazpita que conlleva la ampliación de 700 plazas más. Las obras comenzaron en 1977 y terminaron en 1979.
La reforma de la enseñanza secundaria llevaría a una crisis a la Escuela de Armería al perder parte de lo que había sido su objetivo desde su fundación. La pérdida de la enseñanza profesional desde los 14 años, al realizarse la ESO (enseñanza secundaria obligatoria) hasta los 16 años, y la explosión de las titulaciones universitarias técnicas, enturbiaron los objetivos que el proyecto de la Escuela de Armería venia siguiendo desde su fundación. 
Los años noventa del siglo XX vinieron a poner un poco en orden las nuevas formas de la educación técnica y se desarrollaron nuevas especialidades en las que se mantienen el impulso del espíritu de la Escuela. El acercamiento a la Escuela Universitaria de Ingeniería Técnica Industrial de Éibar (Antigua Universidad Laboral), después de una rivalidad por conseguir estos estudios, y la colaboración con Tekniker y las empresas del entorno han hecho que se vuelva a recuperar la línea emprendedora característica de este centro.

## La escuela en la actualidad
Adaptada a las nuevas normas educativas la Escuela de Armería consta en la actualidad de dos áreas formativas diferentes, una en la que se imparten Ciclos de Grado Medio y otra, Ciclos Grado de Superior. 
Los Ciclos de Grado Medio (título de Técnico) constan de dos cursos lectivos y para acceder a los mismos se requiere tener el título de la ESO (Educación Secundaria Obligatoria), tener un título de FP I (Formación Profesional de 1.er Grado) de cualquier rama, haber acabado el segundo curso de BUP (Bachillerato Unificado Polivalente), haber acabado REM I (ciclo polivalente del plan experimental de reforma de las enseñanzas medias) o pasar una prueba de acceso teniendo 17 años cumplidos. Una vez finalizado este ciclo formativo se puede salir al mundo laboral o continuar estudios en Bachillerato o en un Ciclos de Grado Superior (tras superar la prueba de acceso). Las especialidades que se cursan en la escuela en esta modalidad son:
- Mecanizado.
- Equipos e instalaciones electrotécnicas.

Los Ciclos de Grado Superior (título de Técnico Superior) constan de dos años lectivos y para acceder a los mismos se requiere tener superado el Bachillerato LOGSE, REM 2 (Bachillerato experimental), COU (Curso de Orientación universitaria), tener la titulación de Técnico Especialista o Superior o una titulación universitaria o equivalente. También es posible el acceso (mediante prueba) de las personas con 18 años cumplidos y el título de Técnico de una familia profesional afín a la especialidad a cursar o con 19 años cumplidos. Una vez finalizado este ciclo formativo se puede salir al mundo laboral o continuar estudios de Ingeniería Técnica, Arquitectura Técnica o una diplomatura. Las especialidades que se cursan en la escuela en esta modalidad son:
- Mantenimiento de equipo industrial
- Producción por mecanizado
- Desarrollo de proyectos mecánicos
- Sistemas de telecomunicación e informáticos
- Sistemas de regulación y control automáticos
- Desarrollo de productos electrónicos

Complementando la formación reglada se desarrolla un programa para personas que ya están inmersas en el mundo laboral (formación continua), así como para personas que están en situación de desempleo (formación ocupacional). Estos programas están coordinados con las diferentes administraciones.

### Los objetivos del centro
La Escuela de Armería tiene como objetivo satisfacer la demanda de formación profesional de los grupos sociales del entorno promoviendo el desarrollo socioeconómico de la zona de influencia del centro. La experiencia acumulada en el centro es uno de los valores que pone a disposición de la sociedad y de las empresas para lograr el objetivo planteado. De la misma forma quiere servir de catalizador en la relación interempresarial colaborando con las diferentes empresas del área de influencia y estableciendo relaciones con la Asociación de Antiguos Alumnos y el Centro de Investigación Tekniker, ambos ligados históricamente con el centro.
Dentro de su estrategia actual está mantener el prestigio que el centro obtuvo en otro tiempo al menos en su zona de influencia (comarcas del Bajo Deva y limítrofes). Prestigio que debe ser reconocido por la sociedad en general y por el propio alumnado.

## Reconocimientos y diplomas
La Escuela de Armería ha tenido, a lo largo de su historia, diversos reconocimientos y ha obtenido diplomas de acreditación de calidad y protocolos. Estos son:
Reconocimientos
- Diploma Especial de Enseñanza en 1926.
- Corbata de Alfonso X el Sabio en 1951.
- Medalla II Exposición Nacional de Artes y Oficios en 1951.
- Medalla de oro de Guipúzcoa en 1987.

Gestión de calidad
- ISO 9000
- Q de plata
- Certificado EKOSKAN de medio ambiente.
- 5S

Premios de sus alumnos en concursos
- 1.er Premio de Mecatrónica de centros de FP del Gobierno Vasco
- 1.er Premio del Concurso Ideas Innovadoras "Juan Ramos" de Ermua
- 4º Premio del Concurso ProiektEIBAR de proyectos tecnológicos (EUITI de Éibar)

## El edificio
El ayuntamiento de Éibar encargó el proyecto de construcción del edificio que albergaría la escuela al arquitecto Augusto Aguirre. Las obras comenzaron en 6 de enero de 1913, se trataba de un edificio de tres plantas de base rectangular abierto a un cuidado jardín, en la planta baja se encontraba el taller de maquinaria, el almacén, la biblioteca, el museo, el gabinete de física y la dirección, en la primera planta estaban las aulas y la sala de ajuste con 75 puestos de trabajo. En la última planta estaban dos aula de matemáticas y una de dibujo. 
El edificio original quedó muy dañado durante la guerra civil y fue reconstruido tras la misma. Luego, en 1950, se realizaron importante obras de ampliación que continuaron, en diferentes etapas, hasta el final del siglo XX.

### Los murales de la entrada principal
Como parte de la gran ampliación realizada a finales de la década de 1950 se decoró el vestíbulo de la entrada principal con dos grandes murales en los que se muestra la historia del nacimiento de la escuela y el tipo de enseñanzas que en ella se impartían. 
Los murales fueron realizados por el matrimonio navarro Pedro Lozano de Sotés y Francis Bartolozzi, ambos relevantes artistas en diferentes disciplinas, entre ella la muralista, en 1960. Las pinturas tienen unas dimensiones de 3,5 metros de alto por 7 metros de largo.

## Centenario
Con el curso 2011-2012 se cumplen cien años de la puesta en marcha del centro. Para a conmemoración del centenario se han organizado diferentes actos, entre ellos se ha solicitado a la organción de la Vuelta a España un final de etapa en la localidad armera para el 2012 (cabe recordar la importancia de la industria eibarresa en el sector de la fabricación de bicicletas) y una meta volante en la edición de la Vuelta a España 2011, se han nombrado 7 "embajadores del centenario Armeria Eskola" todos ellos exalumnos de centro (Mikel Urizarbarrena, fundador de Panda Software; Nati García,  gerente de Dinitel; Aitor Arakistain,  piloto de rally; Juan Luís Arregui,  vicepresidente de Gamesa;Imanol Arias, actor y Josu Bilbao, investigador.